# 竜骨突起

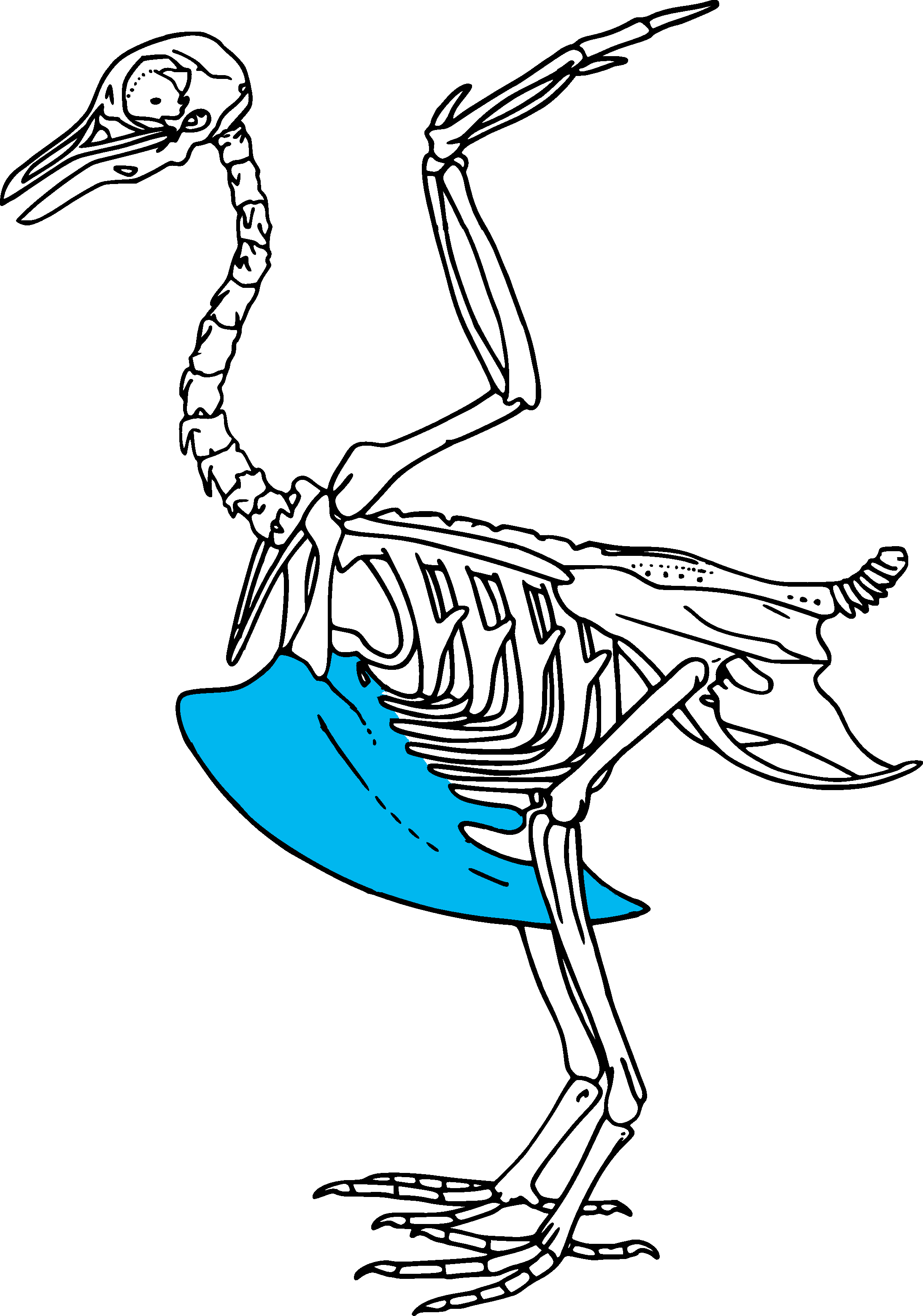
竜骨突起の発達する胸骨（水色）

竜骨突起（りゅうこつとっき）または胸骨稜（きょうこつりょう）とは、翼を持つ鳥類に見られる骨部分。棒状の骨ではなく、鳥の胸骨の中央で縦に走る突起である。飛翔に用いられる浅胸筋（大胸筋）や深胸筋などの数多くの筋肉が付着し、飛翔能力を支えている。

## 進化
鳥類以前に飛翔性脊椎動物としての生態的地位を確立していた爬虫類の翼竜にも竜骨突起は認められる。すなわち、鳥類の竜骨突起は翼竜との収斂進化により獲得されたこととなる。一方で同じく飛翔性脊椎動物である哺乳類の翼手目は竜骨突起を持たず、大型の鎖骨と肩甲骨が筋肉を支持している。
始祖鳥として知られる後期ジュラ紀のアーケオプテリクスの胸骨は竜骨突起が発達しておらず、高度な飛翔能力を持たなかったことが示唆される。真鳥類とエナンティオルニス類を包括する分類群として鳥胸類があり、このグループは発達した竜骨突起が共有派生形質の一つとされている。ただし、真鳥形類の中にも二次的に飛翔能力を失って竜骨突起が退化したものが知られている。その代表例が後期白亜紀のパタゴニアに生息したパタゴプテリクスである。より派生的な系統群として、ヘスペロルニス類・イクチオルニス類・新鳥類からなるオルニトゥラエ類がある。このうちイクチオルニス類と新鳥類は共に発達した竜骨突起を持つことから、胸峰類に纏められることもある。他方、ヘスペロルニス類は後肢推進性の潜水鳥類として進化を遂げており、竜骨突起の無い平らな胸骨を持つ。
飛べない鳥類であるダチョウやエミューなど平胸類は、発達した竜骨突起を持たない。ダチョウと近縁のシギダチョウは、小さめの翼をもち、竜骨突起を持つ。翼がヒレのようになったペンギンや退化しかけているドードーも発達した竜骨突起が確認される（ただしドードーは絶滅種）。

## 語源
船の底で縦に走る竜骨に似ているのでこの名がある。竜骨というのは、木造船（など）の、船首から船尾までをつらぬく弓状の太い部材のこと。英語では、船の竜骨も鳥の竜骨突起も、ともに keel と呼ばれる。鳥の竜骨は keel bone と呼ばれる。